# Marie Wada
Pour les articles homonymes, voir Wada.
 (janvier 2024).
Si vous disposez d'ouvrages ou d'articles de référence ou si vous connaissez des sites web de qualité traitant du thème abordé ici, merci de compléter l'article en donnant les références utiles à sa vérifiabilité et en les liant à la section « Notes et références ».
Marie Wada (和田 麻里江, Wada Marie) est une joueuse de volley-ball japonaise née le 18 septembre 1987 à Kōbe. Elle mesure 1,80 m et joue au poste de centrale. 

## Clubs
| Club                        | De        | À         |
| --------------------------- | --------- | --------- |
| HachioujiJissen high school |           | 2005-2006 |
| Toray Arrows                | 2006-2007 | 2012-2013 |
| Hitachi Rivale              | 2013-2014 | …         |

## Palmarès
- V Première Ligue
  - Vainqueur : 2008, 2009, 2010, 2012.
  - Finaliste : 2011, 2013.
- Tournoi de Kurowashiki
  - Vainqueur : 2009, 2010.
  - Finaliste : 2012.
- Coupe de l'impératrice
  - Vainqueur : 2007, 2011.
  - Finaliste : 2010, 2012, 2014.
- Championnat AVC des clubs
  - Finaliste : 2012.